# Всеобщие выборы в Венесуэле (1963)
 Всеобщие выборы 1963 года в Венесуэле — президентские и парламентские выборы, состоявшиеся 1 декабря 1963 года. Вторые всеобщие выборы, проведённые после падения в 1958 году военного режима генерала Маркоса Переса Хименеса. Прошли в обстановке начавшейся в 1962 году гражданской войны.
Хотя кандидат правящей партии Демократическое действие (ДД) Рауль Леони получил менее трети голосов избирателей (32,8 %), он всё же был избран новым президентом Венесуэлы, так как никто из многочисленных оппозиционных кандидатов не смог его опередить. На выборах в парламент Демократическое действие также смогло занять первое место, но потеряло большинство, получив 66 мест из 179 в Палате депутатов и 22 из 47 мест в Сенате. Явка избирателей была 92,3 % на президентских выборах и 90,8 % в выборах в Конгресс.

## Предыстория
Выборная кампания 1963 года проходила в условиях заметно изменившегося политического пейзажа Венесуэлы. Традиционно доминировавшая в стране партия Демократическое действие за 5 лет прошедших после выборов 1958 года успела пережить два раскола. В 1960 году несколько исключённых из рядов правящей партии молодёжных лидеров и деятелей левого крыла, занимавших прокубинские позиции, организовали новую партию, названную Революционное левое движение (исп. Movimiento de Izquierda Revolucionaria — MIR). В 1962 году ещё одна группа деятелей левого крыла, недовольных политикой президента Ромуло Бетанкура, вышли из ДД и основали партию Оппозиционное Демократическое действие (исп. AD-Oposición), позже переименованную в Революционную партию национальной интеграции (исп. Partido Revolucionario de Integración Nacionalista).
Вторая по силе партия страны, Демократический республиканский союз (ДРС), недовольная внешней политикой президента Бетанкура, его поддержкой санкций против Кубы в Организации американских государств (ОАГ) и вмешательством США во внутреннюю политику Венесуэлы, в 1962 году вышла из пакта Пунто-Фихо, заключённого ДД, ДРС и КОПЕЙ в 1958 году с целью достижения устойчивости воссозданной в стране демократии через равное участие всех сторон пакта в работе правительства. В то же время КОПЕЙ осталась участником пакта, что фактически привело к формированию в Венесуэле двухпартийной системы.
В эти же годы в Венесуэле несколько раз предпринимались попытки убить президента Бетанкура или свергнуть его вооружённым путём. 24 июня 1960 года было совершено покушение на Бетанкура, в котором тот обвинил диктатора Доминиканской Республики Рафаэля Трухильо. 26 июня 1961 года подавлена попытка военного восстания. В 1962 году леворадикальная группировка Вооружённые силы национального освобождения (исп. Fuerzas Armadas de Liberación Nacional — FALN), недовольная твёрдой позицией Бетанкура против Кастро, в частности, изгнанием Кубы из (ОАГ), организовала ряд военных восстаний, сначала в Карупано (штат Сукре), затем в Пуэрто-Кабельо и Барселоне. Властям удалось подавить и эти восстания, после чего деятельность Революционного левого движения и Коммунистической партии Венесуэлы была запрещена, их руководители арестованы. В сельских районах, однако, партизанская война продолжается. Незадолго до выборов, в ноябре 1963 года, власти объявили о раскрытии кубинского заговора с целью свержения правительства Венесуэлы.

## Общие результаты
|                            | Голоса    | %      |
| -------------------------- | --------- | ------ |
| Зарегистрировано           | 3 369 968 | 100    |
| Всего проголосовало        | 3 107 527 | ▼92,21 |
| Признаны действительными   | 2 918 877 | 86,61  |
| Недействительные бюллетени | 188 650   | 5,60   |
| Воздержались               | 262 441   | 7,79   |

## Президентские выборы
Кандидаты:
- Артуро Услар Пьетри (Независимые за Национальный фронт) — профессор, известный писатель, политик, телепродюсер. Ранее занимал посты министра образования (1939) и министр внутренних дел (1945). Поддержан независимыми, частью правых и левых сил, сторонниками бывшего президента Медины Ангариты.
- Херман Боррегалес (Движение национального действия) — журналист, писатель и политик. Поддержан крайне правыми кругами.
- Ховита Вильяальба (Демократический республиканский союз) — политик. Поддержан кругами, оппозиционными курсу президенту Ромуло Бетанкура, а также Социалистической партией Венесуэлы и Независимым национальным движением избирателей.
- Рафаэль Кальдера Родригес (Социал-христианская партия — КОПЕЙ) — адвокат, социолог, политик, писатель и оратор. Баллотировался в президенты третий раз. Поддержан христианско-демократическими кругами.
- Рауль Леони (Демократическое действие) — политик, адвокат и масон. Бывший депутат Национального конгресса. Поддержан правящими кругами и всеми проправительственными силами.
- Рауль Рамос Хименес (Оппозиционное Демократическое действие) — политик. Поддержан оппозицией Ромуло Бетанкуру в партии Демократическое действие.
- Вольфганг Ларрасабаль Угуэто (Народная демократическая сила) — военный и политик, контр-адмирал, глава Временной правительственной хунты 1958 года. Баллотировался в президенты второй раз. Поддержан диссидентами из ДРС.

### Результаты
| \| \| \| | 32,81 % |
|          |         |

|  |  |

| \| \| \| | 20,19 % |
|          |         |

|  |  |

| \| \| \| | 18,89 % |
|          |         |

|  |  |

| \| \| \| | 16,08 % |
|          |         |

|  |  |

| \| \| \| | 9,43 % |
|          |        |

|  |  |

| \| \| \| | 2,29 % |
|          |        |

|  |  |

| \| \| \| | 0,32 % |
|          |        |

|  |  |

1. ↑  Учтены как действительные, так и недействительные и пустые бюллетени

## Выборы в Национальный конгресс
| Партия                                          | Орининальное название                            | Голоса    | %     | Депутатские места | Депутатские места | Депутатские места | Депутатские места |
| Партия                                          | Орининальное название                            | Голоса    | %     | Палата депутатов  | +/-               | Сенат             | +/-               |
| ----------------------------------------------- | ------------------------------------------------ | --------- | ----- | ----------------- | ----------------- | ----------------- | ----------------- |
| Демократическое действие                        | исп. Acción Democrática, AD                      | 936 124   | 32,71 | 66                | ▼7                | 22                | ▼10               |
| Социал-христианская партия — КОПЕЙ              | исп. Copei                                       | 595 697   | 20,82 | 39                | ▲19               | 8                 | ▲2                |
| Демократический республиканский союз            | исп. Unión Republicana Democrática, URD          | 497 454   | 17,38 | 29                | ▼5                | 7                 | ▼4                |
| Независимые за Национальный фронт               | исп. Independientes Pro-Frente Nacional, IPFN    | 381 600   | 13,33 | 22                | Первый раз        | 5                 | Первый раз        |
| Народная демократическая сила                   | исп. Fuerza Democrática Popular, FDP             | 274 096   | 9,58  | 16                | Первый раз        | 4                 | Первый раз        |
| Оппозиционное демократическое действие          | исп. AD-Oposición                                | 93 494    | 3,27  | 5                 | Первый раз        | 1                 | Первый раз        |
| Социалистическая партия Венесуэлы               | исп. Partido Socialista de Venezuela, PSV        | 24 670    | 0,86  | 1                 | ▲1                | 0                 | 0                 |
| Независимое национальное избирательное движение | исп. Movimiento Electoral Nacional Independiente | 18 510    | 0,65  | 1                 | +1                | 0                 | 0                 |
| Движение национального действия                 | исп. Movimiento de Acción Nacional               | 15 746    | 0,55  | 0                 | Первый раз        | 0                 | Первый раз        |
| Подлинная национальная партия                   | исп. Partido Auténtico Nacional                  | 14 555    | 0,51  | 0                 | Первый раз        | 0                 | Первый раз        |
| Группа S Народный избирательный крестовый поход | исп. Popular Electoral Cruzada Grupo S           | 4230      | 0,15  | 0                 | Первый раз        | 0                 | Первый раз        |
| Недействительные/пустые бюллетени               | Недействительные/пустые бюллетени                | 197 708   | —     | —                 | —                 | —                 | —                 |
| Всего                                           | Всего                                            | 3 059 434 | 100   | 179               | +47               | 47                | -4                |
| Источник: D. Nohlen                             |                                                  |           |       |                   |                   |                   |                   |

Наблюдается несовпадение в 100 голосов между голосами, поданными за партии и их общим количеством.
| Народное голосование (%) | Народное голосование (%) | Народное голосование (%) | Народное голосование (%) | Народное голосование (%) |
| ------------------------ | ------------------------ | ------------------------ | ------------------------ | ------------------------ |
| AD                       |                          |                          | 32,71 %                  |                          |
| Copei                    |                          |                          | 20,82 %                  |                          |
| URD                      |                          |                          | 17,38 %                  |                          |
| IPFN                     |                          |                          | 13,33 %                  |                          |
| FDP                      |                          |                          | 9,58 %                   |                          |
| ADO                      |                          |                          | 3,27 %                   |                          |
| Другие                   |                          |                          | 2,72 %                   |                          |

| Распределение мест в Палате депутатов (%) | Распределение мест в Палате депутатов (%) | Распределение мест в Палате депутатов (%) | Распределение мест в Палате депутатов (%) | Распределение мест в Палате депутатов (%) |
| ----------------------------------------- | ----------------------------------------- | ----------------------------------------- | ----------------------------------------- | ----------------------------------------- |
| AD                                        |                                           |                                           | 36,87 %                                   |                                           |
| Copei                                     |                                           |                                           | 21,79 %                                   |                                           |
| URD                                       |                                           |                                           | 16,20 %                                   |                                           |
| IPFN                                      |                                           |                                           | 12,29 %                                   |                                           |
| FDP                                       |                                           |                                           | 8,94 %                                    |                                           |
| ADO                                       |                                           |                                           | 2,79 %                                    |                                           |
| Другие                                    |                                           |                                           | 1,12 %                                    |                                           |

| Распределение мест в Сенате (%) | Распределение мест в Сенате (%) | Распределение мест в Сенате (%) | Распределение мест в Сенате (%) | Распределение мест в Сенате (%) |
| ------------------------------- | ------------------------------- | ------------------------------- | ------------------------------- | ------------------------------- |
| AD                              |                                 |                                 | 36,87 %                         |                                 |
| Copei                           |                                 |                                 | 21,79 %                         |                                 |
| URD                             |                                 |                                 | 16,20 %                         |                                 |
| IPFN                            |                                 |                                 | 12,29 %                         |                                 |
| FDP                             |                                 |                                 | 8,94 %                          |                                 |
| ADO                             |                                 |                                 | 2,79 %                          |                                 |

## Значение
Проведение выборов на широкой многопартийной основе не ослабило военно-политического противостояния в Венесуэле. Они проходили в условиях народных волнений и партизанских акций. Правящей партии Демократическое действие удалось сохранить доминирующие позиции в политической жизни страны, однако через несколько лет на всех уровнях, включая руководящий, начался массовый выход из партии недовольных репрессивной политикой правительства. Гражданская война в стране продолжалась до конца 1960-х годов и прекратилась после того, как Демократическое действие уступило власть по итогам очередных всеобщих выборов.